# Kevin Huber
Kevin Huber (* 16. Juli 1985 in Cincinnati, Ohio) ist ein ehemaliger US-amerikanischer American-Football-Spieler auf der Position des Punters. Er spielte 14 Jahre lang für die Cincinnati Bengals in der National Football League (NFL).

## Frühe Jahre
Huber ging in seiner Geburtsstadt Cincinnati, Ohio, auf die Highschool. Später besuchte er die University of Cincinnati, wo er 2007 und 2008 in das First-Team All-American gewählt wurde. Außerdem hält Huber den Rekord für den längsten Punt für die University of Cincinnati (69 Yards).

## NFL
Huber wurde im NFL-Draft 2009 in der fünften Runde an 142. Stelle von den Cincinnati Bengals ausgewählt. Nach der Saison 2014 wurde Huber in den Pro Bowl gewählt. Am 5. Dezember 2022 wurde Huber nach 14 Jahren im Dienst von den Bengals entlassen. Am 7. Dezember 2022 wurde er in den Practice Squad der Bengals aufgenommen.
Im Juli 2023 gab Huber sein Karriereende bekannt. Mit 216 Spielen für Cincinnati kam er so oft für die Bengals zum Einsatz wie kein Spieler zuvor.

## Persönliches
Huber ist seit 2017 verheiratet.